# Sarah von Reis
Sarah Madelene von Reis, född 2 januari 1990 i Torslanda, är en svensk artist, låtskrivare, skådespelare och musikalartist mest känd för sin medverkan som ”Polly” i den svenska popgruppen Dolly Style 2016–2018.

## Biografi
von Reis började studera musik på Donnergymnasiet i Göteborg år 2005 och fortsatte senare att studera musikal vid Balettakademien i Göteborg med avgångsår 2013. Sommaren 2016 inledde hon sin karriär i Dolly Style och var fram till slutet av 2018 aktiv som medlem och låtskrivare för gruppen.
von Reis har tillsammans med resterande Dolly Styles team skrivit låtar som "Bye Bye Bby Boo" och "Glitter" för gruppen. Den 2 november 2018 släpptes solo-singeln "B-A-B-Y" under Dolly Style av och med von Reis samt svenska artisten och producenten Olle Blomström, känd under artistnamnet Faråker, samt svenska artisten och låtskrivaren Johanna Jansson, känd under artistnamnet Dotter. Singeln handlar om uppbrott och olycklig kärlek.

## Diskografi
Solo

### Album
- 2025 — Fish Food

### Singlar
- 2020 – "Anti Gravity (No One's Daughter)"
- 2021 – ""The Saddest Girl"
- 2022 – "All My Ghosts"
- 2023 – "Only Lovers Left Alive"
- 2023 – "Phenomenon"
- 2024 —  ”Blame it on”
- 2024 —   ”Friend”

### EP
- 2023 – Melancholia High Season

Med Dolly Style
- 2017 – Moonlight

### Singlar
- 2016 – "Young & Restless"
- 2016 – "Tänd ett ljus"
- 2017 – "Bye Bye Bby Boo"
- 2018 – "L-O-V-E"
- 2018 – "B-A-B-Y"